# Dāf Sār
Dāf Sār (persiska: داف سار) är en ort i Iran.   Den ligger i provinsen Gilan, i den nordvästra delen av landet, 240 km nordväst om huvudstaden Teheran. Dāf Sār ligger 4 meter över havet och antalet invånare är 527.
Terrängen runt Dāf Sār är platt.Runt Dāf Sār är det tätbefolkat, med 659 invånare per kvadratkilometer. Närmaste större samhälle är Rasht, 12,7 km nordost om Dāf Sār. Trakten runt Dāf Sār består till största delen av jordbruksmark.